# 프로레슬링 일러스트레이티드
프로레슬링 일러스트레이티드(Pro Wrestling Illustrated)는 프로레슬링에 관한 잡지이다. 펜실베이니아주 블루벨에 본사가 있으며, 카파 퍼블리싱 그룹이 간행한다.